# Guillaume Leroy de Chavigny
Guillaume Le Roy de Chavigny   (mort en 1488), est un ecclésiastique qui fut évêque de Maguelone de 1487 à 1488.

## Biographie
Guillaume Le Roy est le fils et homonyme de Guillaume III Le Roy, seigneur de Chavigny et du Chillou, près de Loudun, et de Françoise de Fontenais. Il est l'oncle de Jacques Le Roy, futur archevêque de Bourges. Licencié en droit, il reçoit un canonicat dans l'église de Bayeux et devient archidiacre des Vés ou Veys dans le Cotentin. Il est désigné comme évêque de Maguelone à la mort de Jean de Bonald et confirmé par le pape Innocent VIII. Toutefois, le chapitre de chanoines lui oppose Izarn de Barrière qu'il avait élu.
Guillaume Le Roy meurt dès 1488 mettant ainsi fin à la contestation.